# Harkovi csata (1941)
Az első harkovi csata a második világháború keleti frontjának egyik összecsapása volt 1941. október 20-24 között. A csatára a Barbarossa hadművelet végső szakaszában került sor, a német támadás célja a stratégiai fontosságú Harkov biztosítása és az ott található ipari létesítmények megszerzése volt. A város védelmét ellátó szovjet haderő azonban képes volt addig feltartani a németeket, míg az ipari létesítmények felszerelését keletre nem szállították vagy meg nem semmisítették, így a németek a város elfoglalásával csak részsikert érhettek el. 

## Előzmények
Harkov kiemelt szerepet foglalt el a német hadvezetés által 1941. június 22-én életbe léptetett Barbarossa hadművelet terveiben. A város a kelet-ukrajnai régió legfontosabb vasúti csomópontjának számított, nem csak egész Ukrajnát kötötte össze a Harkovon keresztülfutó vasút, hanem a Szovjetunió központi területeit is a Krím-félszigettel, valamint a gazdag széntartalékokkal rendelkező Donyec-medencével. 
A vasúti forgalomban betöltött szerepe mellett Harkov volt a Szovjetunió egyik legfontosabb ipari központja is. A városban gyártották elsődlegesen a T–34 harckocsikat illetve a Szu–2 könnyűbombázót. A Barbarossa hadművelet tervének kidolgozásakor a német tábornokok többsége megegyezett abban, hogy amennyiben a Donyec-medence és Harkov felett a német haderő átveszi az ellenőrzést és megakadályozza az ipari létesítmények keletre menekítését, az az egész szovjet gazdaság összeomlását fogja maga után vonni.
Kijev 1941 szeptemberi sikeres bevételét követően a Dél Hadseregcsoportot utasították Harkov bevételére és a Don menti térség elfoglalására. A város és a térség védelmét a szovjet hadvezetés (a Sztavka) a Délnyugati Frontra és parancsnokára, Szemjon Tyimosenko marsallra bízta.
Október 6-án a német csapatok offenzívába lendültek Poltava irányából Izjum fele támadva. A német támadás hevessége visszavonulásra kényszerítette a Malinovszkij és Tyimosenko marsallok parancsnoksága alatt álló szovjet csapatokat. A német csapatok október 17-én elérték a város külterületét.

## A csata
Október 20-án a német 101. könnyű hadosztály nyugati irányból 6 km-re közelítette meg a várost. Ekkor a hadosztály megállásra és az ellenség erőinek felderítésére kapott parancsot, de még aznap heves gyalogsági támadás érte. A németek a támadást visszaverték. 
Október 22-én a németek megkezdték a város elleni roham tüzérségi előkészítését, majd október 23-án megindult a német támadás. Heves harcok után, Harkov október 24-én teljesen német megszállás alá került. A visszavonuló szovjetek azonban az ipari létesítmények felszerelésének egy részét már ezt megelőzően evakuálták a városból, a hátrahagyott eszközöket pedig megsemmisítették.

## Következmények

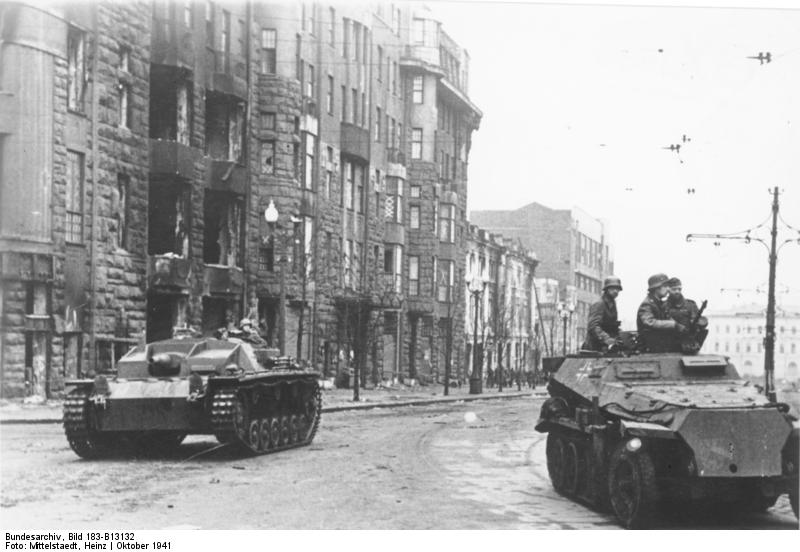
Egy Sturmgeschütz III német rohamlöveg és egy német páncélgépkocsi Harkovban.

Harkov a front közelsége miatt a Wehrmacht főparancsnoksága által kinevezett városparancsnok (Stadtkommandant) igazgatása alá került (ezt a tisztséget előbb Anton Dostler vezérőrnagy', majd Alfred von Puttkamer altábornagy töltötte be). 1941. december 14-én a városparancsnok utasítására a városban maradt - mintegy - 20 000 zsidó személyt a helyi téglagyárban gyűjtötték össze, majd a Paul Blobel vezette Einsatzgruppe C legéppuskázta őket (Blobelt a háború után háborús bűnökért halálra ítélték és kivégezték). 
A város a német–szovjet háború során még három ízben vált harcok színterévé. Először 1942 májusában kísérelte meg a Vörös Hadsereg visszafoglalni, ám ez az offenzíva súlyos kudarcba fulladt. Másodszor 1943 márciusában indítottak offenzívát a visszaszerzésére, de végül csak ugyanezen év augusztusában, a kurszki csata következtében került ismét szovjet kézre. A csaták eredményeként Harkov épületeinek több mint 80%-a elpusztult. Alekszej Tolsztoj író amikor 1944 végén meglátogatta a várost, a következőket mondta róla: "Meglátogattam Harkovot. Mintha az 5. századi Róma lenne. Egy hatalmas temető..."